# Santa Cruz de la Serós
Santa Cruz de la Serós è un comune spagnolo di 152 abitanti situato nella comunità autonoma dell'Aragona.

Fa parte della comarca della Jacetania.
Il paese possiede due chiese romaniche, la prima dedicata a San Caprasio e la seconda a Santa María. Quest'ultima era annessa un tempo al monastero omonimo, appartenente alle monache benedettine e del quale non restano oggigiorno che alcuni basamenti. Nel suo territorio comunale si trova il monastero di San Juan de la Peña, fra i più noti e visitati di Spagna.